# Frecăței, Tulcea
Frecăței là một xã thuộc hạt Tulcea, România. Dân số thời điểm năm 2002 là 3853 người.